# Rybaki (Toruń)
Rybaki (niem. Fischerei Vorstadt) – część urzędowa Torunia zlokalizowana na prawobrzeżu. Granicę północną Rybaków stanowią ulice Bydgoska i Chopina, wschodnią aleja Jana Pawła II, zachodnią ul. Rybaki, południową Wisła.
W XVIII wieku Rybaki stanowiły najbardziej zaludnione przedmieście Torunia. Było to przedmieście zamieszkiwane przez ludność ubogą. W 1729 roku na 114 gospodarstw domowych tylko w trzynastu pracowali robotnicy najemni, służba domowa bądź uczniowie. Udział ludzi ubogich wzrósł na przestrzeni lat. Według dokumentów w 1769 roku na Rybakach mieściło się 118 domów, ale tylko w jednym pracowała służba. Obecny kształt Rybaków ukształtował się na przełomie XIX i XX wieku. W 2011 roku zespół zabytkowy na Bydgoskim Przedmieściu oraz Rybakach wpisano do rejestru zabytków.
Ważniejsze obiekty:
- Port Zimowy przy ul. Jerzego Popiełuszki 3 – baza monitorów rzecznych wybudowana w 1879 roku, stanowiąca część Twierdzy Toruń[6].
- Stocznia rzeczna z kolejową bocznicą, wybudowana w 1888 roku[3].
- Przepompownia ścieków z końca XIX wieku[3].